# اوانجلیا کریستودولو
اوانجلیا کریستودولو (یونانی: Ευαγγελία "Εύα" Χριστοδούλου؛ زادهٔ ۲۷ سپتامبر ۱۹۸۳) ژیمناست ریتمیک اهل یونان است.